# 海姆斯泰德
52°21′N 4°37′E / 52.350°N 4.617°E
海姆斯泰德（荷蘭語：Heemstede）是荷兰北荷兰省的一个市镇，人口25,677（2005年）。